# Sooyoung
Choi Soo-young (hangeul : 최수영 ; née le 10 février 1990) communément appelée Sooyoung (hangeul : 수영), est une chanteuse, actrice, mannequin et danseuse sud-coréenne. Elle fait partie du groupe de K-pop Girls' Generation depuis 2007, en 2017 elle ne renouvelle pas son contrat avec son agence; elle quitte donc SM Entertainment mais est toujours membre du groupe, comme le montre sa participation au retour du groupe en 2022.
En 2002, Sooyoung participa à une audition nommée « Korea-Japan Ultra Idol Duo Audition » et remporta la première place parmi 15 000 participants, marquant ainsi ses débuts sur la scène musicale japonaise intégrant le groupe Route 0 en duo avec Takahashi Marina.

## Biographie
Choi Soo-Young est née à Gangnam, Séoul, en Corée du Sud, le 10 février 1990. Elle a une grande sœur, Choi Soo Jin, comédienne spécialisée dans les comédies musicales. Elle est découverte grâce au SM Casting System via le 2000 SM Open Audition. Après quoi, elle auditionne pour le 2002 Korea-Japan Ultra Idol Duo Audition et gagne la première place, commençant ainsi ses débuts sur la scène musicale, avec le duo japonais, Route0.
Après qu'elle a gagné en 2002 le Korea-Japan Ultra Idol Duo, Sooyoung fut envoyée au Japon pour débuter dans le duo Route0, avec Marina Takahashi. Le groupe sort trois singles : "Waku ! Waku ! It's Love", "Start", et "Painting", et trois B-Sides : Go Go Happy !!, Kimi Ni Ae Ta Kara (君に会えたから) et Onna No Ko Magic (女の子マジック). Le duo s'est depuis dissout en 2003.
Sooyoung a été diplômée de JeongShin Women High School (Coréen : 정신 여자 고등학교) en 2009 et est actuellement une étudiante spécialisée dans les arts du spectacle et du théâtre à Chung-Ang University, avec sa collègue Yuri, des Girls' Generation et Seungri, des Big Bang.

### Carrière de chanteuse
En décembre 2001, à l'âge de 11 ans, Sooyoung a participé à une audition ("Korea Japan Ultra Idol Duo Audition") de l'émission de recherche de talents Asayan, et parmi 15 000 participants, elle fut l'une des deux choisies avec Takahashi Marina pour faire partie du duo de J-pop, Route0. Le groupe a enregistré trois singles et un DVD et elles ont également posé pour le magazine melon et pour la marque de vêtements Chubbygang.
C'est en août 2007 qu'elle débute en tant que membre du groupe Girls' Generation.
En 2008, Sooyoung et Yuri (une autre membre des Girls' Generation) ont chanté « Kkok » (Hangul : "꼭") en tant que générique de la mini-série de SBS TV, Working Mom (Hangul : 워킹 맘) . Elle chante aussi "Oh ! My Love to You" (Coréen : "너만을 느끼며"; ou de son titre alternative "Feeling Only You") par The Blue (Kim Min-jong et Son Ji-chang), avec sa collègue Tiffany. Elle chante aussi l'opening de l'anime Inuyasha en coréen avec I am. Elle fait une reprise des Spice Girls avec leur chanson, Wannabe chantée avec Sunny, Seohyun, Jessica, et Tiffany.
Auparavant, Sooyoung faisait partie de la compagnie SM Entertainment. Pendant longtemps, il y eut des rumeurs disant qu'elle serait l'une des 11 membres d'un groupe appelé Super Girls.
Ces rumeurs ont été confirmées plus tard, même si le nombre de membres du groupe était incorrect. Sooyoung a débuté avec 8 autres filles au sein du groupe So Nyeo Shi Dae ou Girls' Generation. Elles ont été présentées officiellement comme nouveau groupe lors d'un show TV sur la chaîne M.net en présence du groupe Super Junior, intitulé School of Rock, filmé à Jung Shin Girls High School, où une actrice de la SM, Go Ara était aussi présente.
Le 9 octobre 2017, il a été annoncé que Sooyoung, comme Tiffany et Seohyun avaient décidé de ne pas renouveler leur contrat pour se concentrer sur leur carrière d'actrices.
C'est le 10 novembre 2017, qu'il est annoncé que Sooyoung a signé chez Echo Global Group et pourra continuer ses activités en tant que membre des Girls' Generation si la SM Entertainment est en accord.

### Carrière d'actrice
Sooyoung joue en 2007 dans le sitcom de KBS 2TV, Unstoppable Marriage (Coréen : 못말리는 결혼), avec Yuri. Elle tourne aussi avec Lee Yeon-hee et Kangin dans le film de comédie-romance, Hello, Schoolgirl (Coréen : 순정만화). Pour SBS TV dans la mini-série Oh My Lady ! avec Choi Siwon et Chae Rim aussi avec ses deux collègues, Jessica et Hyoyeon. Elle fait aussi une apparition dans la mini-série de SBS, Paradise Ranch mettant en vedettes Changmin et Lee Yeon-hee.
Sooyoung fait partie du cast du nouveau drama, "Speed", qui nous plonge dans le monde de la course de voitures compétitive. Sooyoung jouera le rôle de Seo Ji Won, un médecin orthopédiste et médecin de l'équipe de course "CKins". Avec sa haute taille et son beau visage, son personnage est très aimé et respecté. Bien qu'elle soit une personne enjouée, son personnage porte aussi les cicatrices profondes d'avoir perdu ses parents dans un accident de voiture quand elle était plus jeune.
Le 6 mai 2019, une annonce officielle de la part de Saram Entertainment est faite, concernant le nouveau contrat de Sooyoung avec celle-ci.

### Carrière de présentatrice
Avant ses débuts en tant que membre des Girls' Generation, elle a été en 2005, VJ (Vidéo Jockey) dans M.net Hello Chat, avec le membre des Super Junior, Kangin. Elle a aussi travaillé en tant que DJ avec Sungmin (Super Junior), mais elle est remplacée par Sunny à cause de son emploi du temps, dans DMB ChunBangJiChuk Radio (Hangul : 천방지축 라디오; lit. Reckless Radio) de juillet 2007 à janvier 2008. De mai à novembre 2009, elle a été présentatrice pour MBC TV dans le jeu télévisé pour enfants, Fantastic Duo (Coréen : 환상의 짝꿍) avec Oh Sang-jin (Hangul : 오상진), et Kim Je-dong (Hangul : 김제동) .
Le 20 aout 2011, elle a été MC pour K-Pop All Star Live in Niigata avec Yuri & Tiffany.
Elle intervient à d'autres occasions en tant que présentatrice, notamment pour les cérémonies de remises de prix comme le 2022 MBC Drama Awards.

### Carrière de mannequin
Sooyoung pose avec sa partenaire du temps de Route0, Marina Takahashi pour Chubbygang Clothing Line en 2003. Sooyoung est la plus grande en taille et probablement la plus mince du groupe. Elle a aussi été modèle pour les uniformes scolaires en 2004 avec Jang Geun-suk. Pendant l'été 2004, rapidement après son retour du Japon, Sooyoung a aussi commencé sa carrière en Corée, en apparaissant notamment dans la pub Anycall avec Park Jung Ah (Hangul : 박정아) . Après cela elle est devenue l'une des nombreuses filles considérées comme des "secondes BoA" par les médias. Sooyoung avec sa collègue Yoona ont posé pour la collection F/W SFAA Seoul Collection de 2008-2009 : Lee Joo-Young Fashion Show au Seoul Hakyohul Exhibition Hall le 20 mars 2008. Elle fit un photoshoot avec Seohyun et Yuri. Le photoshoot, intitulé "Dreaming Water", est une campagne par Cosmopolitan magazine et UNICEF pour promouvoir la protection de l'eau et de l'environnement. Le 29 mars 2010, Sooyoung, avec Taeyeon, Yuri, Yoona et Seohyun, a été embauchée par Nintendo en Corée en tant que modèle pour la campagne de console de jeu portable, la Nintendo DSi.

### Guest
Sooyoung apparaît dans "S. E. O. U. L. ", un MV datant de 2009, réalisé dans le but d'attirer plus de touristes en Corée du Sud et fut aussi invitée dans plus d'une centaine d'émissions dont coréennes, japonaises, américaines et même françaises.

### Carrière de parolière
Elle débute dans ce domaine en écrivant les paroles de How Great is Your Love, du troisième album des Girls' Generation, The Boys. Elle a aussi écrit la chanson Baby Maybe, du quatrième album des Girls' Generation, I Got A Boy. Elle a aussi écrit la chanson Sailing (0805) chanson de célébration de leur 9e anniversaire. Enfin, elle a écrit la version coréenne de What do I do? chanson figurant dans l'EP de Tiffany. Dans le cadre de leur quinzième anniversaire, le groupe sort leur septième album et Sooyoung écrit les paroles de Seventeen et Villain. 

## Vie privée
Elle a eu un accident de voiture en 2011 mais s'en est assez vite remise ,.
Depuis septembre 2012 elle est en couple avec l'acteur Jung Kyung-ho (en).

## Discographie

### Route 0
Le groupe n'a enregistré que 3 singles.
- 26 avril 2002 - Start
- 11 septembre 2002 - Waku Waku It's Love (ワクワク It's Love)
- 23 juillet 2003 - Painting

## Filmographie

### Films
- 2007 : Unstoppable Marriage
- 2008 : Hello Schoolgirl (순정만화) : Jeong Da-jeong
- 2019 : Miss & Mrs. Cops (걸캅스): Yang Jang-mi
- 2025 : Ballerina : Katla Park

### Séries télévisées
- 2010 : Oh! My Lady (오! 마이 레이디) Su-yeong (épisode 7)
- 2012 : I AM : Elle-même
- 2012 : Gentleman's Dignity (신사의 품격) Su-yeong (épisode 5)
- 2012 : The 3rd Hospital (제3의 병원) : Lee Ui-jin
- 2013 : Dating Agency: Cyrano (연애조작단; 시라노) : Gong Min-yeong
- 2014 : The Spring Day of My Life (내 생애 봄날) : Lee Bom-yi
- 2015 : SMTown The Stage : Elle-même
- 2016 : Squad 38 (38사기동대) : Cheon Seong-hee
- 2017 : A Person You Could Know ( 알 수도 있는 사람) : Lee Ahn
  - Man Who Sets The Table (밥상을 차리는 남자) : Lee Ru-ri
- 2017 : Polyclinic Doctor
- 2020 : Tell Me What You Saw (본 대로 말하라) : Cha Soo-Young
- 2021 : Run on (런 온) : Seo Dan-ah
  - So I married the anti-fan (그래서 나는 안티팬과 결혼했다)  : Lee Geun Young
- 2022: If You Wish Upon Me (당신의 소원을 말하면) : Seo Yeon-joo
  - Fanletter, Please (팬레터를 보내주세요) : Han Gang-Hee
- 2023 : Not Others (Nam-Nam - 남남): Kim Jin-hee

## Récompenses et nominations
| Année | Titre                    | Catégorie                                 | Travail nommé            | Résultat   |
| ----- | ------------------------ | ----------------------------------------- | ------------------------ | ---------- |
| 2012  | Mnet 20's Choice Awards  | Best 20′s Style                           | Elle-même                | Nomination |
| 2012  | KBS Music Awards         | Best Female Group Member                  | Elle-même                | Nomination |
| 2013  | 6th Korea Drama Awards   | Best New Actress                          | Dating Agency: Cyrano    | Nomination |
| 2013  | 6th Style Icon Awards    | Best K-Style Award                        | Elle-même                | Lauréat    |
| 2013  | SBS Entertainment Awards | New Rookie Award (MC Category)            | TV Entertainment Tonight | Lauréat    |
| 2014  | MBC Drama Awards         | Excellence Award, Actress in a Miniseries | My Spring Days           | Lauréat    |
| 2014  | MBC Drama Awards         | Best Couple Award                         | My Spring Days           | Nomination |
| 2015  | 8th Korea Drama Awards   | Excellence Award, Actress                 | My Spring Days           | Lauréat    |
| 2022  | 2022 MBC Drama Awards    | Excellence Award                          | Fanletter, Please        | Lauréat    |